# LGV Nord
La LGV Nord, o ligne nouvelle 3 (LN3), è una linea ferroviaria francese ad alta velocità che collega Parigi con la frontiera belga-francese e con l'Eurotunnel, il tutto via Lilla. Inaugurata nel 1993, la velocità massima consentita ai TGV è di 300 km/h il che ha permesso di ridurre notevolmente i tempi di percorrenza tra la capitale e Lille, ma anche verso Bruxelles, Amsterdam e Londra.
Inoltre, con la LGV Est européenne, vi sono dei collegamenti diretti dalle regioni del nord della Francia con le regioni dell'est, del sud-est e del sud-ovest del paese, evitando Parigi.
Per 130 km, la linea ferroviaria costeggia l'autostrada A1. Situata in pianura, non vi è nessuna salita che superi il 25 per mille di pendenza.

## Collegamenti
- Parigi-Lilla 1h, 24 AR/j
- Parigi-Douai 1h09, 10 AR/j
- Parigi-Valenciennes 1h42, 10 AR/j
- Parigi-Arras 49mn, 9 AR/j
- Parigi-Dunkerque 1h38, 9 AR/j
- Parigi-Lens 1h05, 7 AR/j
- Parigi-Béthune 1h15, 7 AR/j
- Parigi-Calais 1h23, 5 AR/j
- Parigi-Saint-Omer 1h56, 1 AR/j
- Parigi-Boulogne-sur-Mer 1h57, 1 AR/j
- Parigi-Londra 2h35, 14 AR/giorno
- Parigi-Bruxelles 1h25, 27 AR/giorno
- Parigi-Liegi 2h25, 8 AR/giorno
- Parigi-Colonia 3h50, 7 AR/giorno
- Parigi-Amsterdam 4h11, 6 AR/giorno
- Lilla-Londra 1h40, 10 AR/giorno
- Lione-Lille 2h48, 11 AR/giorno
- Lione-Arras 2h46, 3 AR/giorno
- Lione-Bruxelles 3h40, 2 AR/giorno
- Nantes-Lille 3h53, 4 AR/giorno
- Rennes-Lille 3h49, 4 AR/giorno
- Bordeaux-Lille 5h, 5 AR/giorno

Collegamenti soppressi:
- Parigi-Cambrai  (1 AR/giorno)
- Lille-Cherbourg (1 AR/giorno)